# Saiyuki Reload
Saiyuki Reload (en japonés Gensomaden Saiyuki Reload) es un popular manga y anime japonés basado en la conocida leyenda del viaje hacia el oeste (Xī Yóu Jì) protagonizada por el rey mono Sun Wukong. La autora de la obra original es la mangaka Kazuya Minekura.
Saiyuki Reload es la segunda adaptación al anime, que estuvo a cargo del Estudio Pierrot en el año 2003 - 2004, y el título de la segunda parte del manga, que está todavía sin acabar.

## Argumento
En Tôgenkyô (Shangri-La en la traducción), conviven pacíficamente los Youkai (demonios) y los seres humanos. Sin embargo, poco tiempo atrás, una onda de energía negativa se extendió por todo el mundo, haciendo que los yokâis perdieran el control, atacando a todos los humanos. La divinidad Kanzeon Bosatsu sospecha que este suceso puede tener relación con los intentos de resucitar a Gyûmaô, un gran yokâi que fue encerrado hace quinientos años.
Para comprobarlo, Kanzeon Bosatsu envía al monje humano Genjyo Sanzo junto con sus tres compañeros yokâis Son Goku, Cho Hakkai y Sha Gojyo partir hacia el Oeste, para encontrar dicha respuesta.

## Personajes
- Genjo Sanzo: Es un monje budista que, al tener el denominativo de "Sanzo", implica que es un monje de alto rango. Presenta un fuerte carácter nada adecuado para la profesión que ejerce. Suele amenazar a sus compañeros con matarles si se interponen en sus decisiones o le molestan. Es ateo, y tiene como armas una pistola y un sutra, con el cual puede realizar múltiples hechizos.
- Son Goku: Es un mono nacido de una roca, debido a las auras de la tierra. Tiene siempre ganas de comer. Su arma es una vara llamada Nyojibô. Es un yokâi, pero con apariencia humana debido al dispositivo que controla su fuerza que, cuando la pierde, se convierte en Seiten-taisei Son Goku, perdiendo todo control de sí mismo.
- Cho Hakkai: Antiguamente conocido como Cho Gono, es un humano que se transformó en yokâi al aniquilar 1000 demonios. Es tranquilo, tiene un carácter un tanto confuso, ya que a sus compañeros les cuesta distinguir las cosas que dice en serio o en tono bromista. Tiene un pequeño dragón volador llamada Hakuryu/Hakuryuu, que se puede transformar en un vehículo, el cual usan para dirigirse al oeste. Su técnica de lucha es el ki.
- Sha Gojyo:Es el hijo de un yokâi y una humana, prohibido según las leyes de Togenkyo, por lo que es conocido como el chico tabú. De carácter mujeriego y bromista, le gusta fastidiar a Goku. El arma que usa es una especie de bastón metálico que finaliza en una media luna.

- Kinkaku:

- Ginkgaku:

- Kami Sama:

## Manga
Hay que decir que hay un desajuste entre el manga y el anime porque Kinkaku, Gingaku y Kami Sama no aparecen 
en el Saiyuki Reload sino en Gensoumaden Saiyuki (la primera parte). No hay nada especial que subrayar en este segunda anime
y manga sino que 3 de los 4 personajes principales cambian vestidos, lo que fue muy comentado por los fanes japoneses.